# 船帆座X-1
船帆座X-1是脈動的食高質量X射線聯星系統，與烏呼魯衛星的4U 0900-40X射線源和HD 77581的超巨星相關聯。中子星的X射線發射是來自超巨星伴星的恆星風物質被吸積和捕獲所產生的。船帆座X-1是被偵測到的高質量X射線聯星(HMXB)的原型。
這個系統的軌道週期是8.964天，其間中子星環繞HD 77581被食的時間大約是2天。 
中子星自轉的週期大約是283秒，並發出強烈的X射線脈衝。估計這顆中子星的質量至少有 (1.88+/−0.13) 太陽質量。

## 特性
長期監測顯示自轉週期有少量的隨機增加，並且隨著時間有類似於一種隨機遊走的減少。吸積的物質造成自轉週期的隨機變化。 

## 註解
船帆座X-1不能與孤立的無線電波霎混為一談，船帆座X，是一種非常不同的天體。
船帆座X是很強的100MeVγ射線源，它對應於烏呼魯衛星一個較弱的X射線源，4U 0833-45。

## 外部連結
- Spin frequency history of Vela X-1 （页面存档备份，存于）